# Sierra de Candelario
La Sierra de Candelario es un espacio natural protegido situado en torno al término municipal de Candelario, del que recibe su nombre, en la esquina sureste de la comarca de la Sierra de Béjar, provincia de Salamanca, comunidad autónoma de Castilla y León, España.
Ha sido declarada LIC y ZEPA dentro del proyecto Red Natura 2000 debido a su potencial contribución a restaurar el hábitat natural, incluyendo los ecosistemas y la biodiversidad de la fauna y flora silvestre. El territorio protegido por la Ley 8/1991, de 10 de mayo, de Espacios naturales protegidos de Castilla y León, ocupa una superficie de 10 737 ha, mientras que las zonas catalogadas como LIC y ZEPA tienen una extensión algo menor, de 8193,06 ha y 7067,06 ha respectivamente. Las tres figuras de protección afectan total o parcialmente a 7 términos municipales entre los que se encuentran Béjar, Candelario, Cantagallo, La Hoya, Navacarros, Puerto de Béjar y Vallejera de Riofrío.